# Kilari
Kirarin Revolution (きらりん☆レボリューション, Kirarin Reboryūshon, lit. "Revolução Cintilante" ou "Revolução de Kirarin"), e em Portugal conhecida apenas por Kilari, foi um mangá shōjo escrito por An Nakahara entre março de 2004 até junho de 2009, finalizando com 14 volumes. O título da franquia se originou por causa do nome do single de estreia de Kilari.
Em agosto de 2007, o mangá foi editado pela revista Ciao e publicado pela Shogakukan. Em 2009, ganhou o Prêmio Shogakukan de Mangá  de melhor mangá do gênero Kodomo.
A adaptação do anime foi uma coprodução entre o Japão e a Coreia do Sul, e estreou dia 7 de abril de 2006 no Japão na TV Tokyo e encerrou suas transmissões em 27 de março de 2009, tendo 153 episódios. A partir do episódio 103, o anime foi emitido em Alta Definição no formato 16:9 em animação 3D.
Em Portugal a primeira temporada do anime estreou no Canal Panda dia 5 de setembro de 2011, a segunda temporada no dia 17 de setembro de 2012 e a terceira temporada no dia 16 de setembro de 2013, todas com dobragem portuguesa.

## Enredo
Kirari/Kilari Tsukishima é uma garota que tem 14 anos de idade, que não se preocupa com o ídolo japonês e o mundo de entretenimento porque está ocupada demais pensando em comida. Sua obsessão por comida só faz com que ela seja ignorante sobre o amor. Um dia, depois de salvar uma tartaruga que estava presa em uma árvore, Kilari conhece um garoto gentil chamado Seiji, que lhe dá um bilhete para o concerto dos SHIPS (um grupo ídolo popular) para mostrar a sua gratidão por ela ter salvado seu animal de estimação. No entanto, quando Kirari aparece no show, um outro garoto chamado Hiroto, rasga o bilhete e avisa a ela para ficar longe de Seiji, porque ambos vivem em mundos diferentes. Kilari indignada, vai para o concerto, apenas para descobrir quem são Seiji e Hiroto, e descobre que eles são membros dos SHIPS. Finalmente compreende o significado de "mundos diferentes", mas Kilari se recusa a desistir de perseguir Seiji e declara que ela também vai se tornar um ídolo. No entanto, ser um ídolo requer muito treinamento e talento. Prestes a dividir a fama e confrontar os rivais e os escândalos, Kilari fica determinada para se tornar uma grande ídolo.

## Personagens
Kirari Tsukishima (月島きらり, Tsukishima Kirari) (Kilari na dobragem portuguesa)
Dublada por Koharu Kusumi, e no CD drama por Miyu Matsuki na versão original japonesa, e dobrada por Bárbara Lourenço na dobragem portuguesa.
Kirari é uma garota que tem 14 anos que se esforça para ser um ídolo, e a razão principal para se tornar uma, foi porque ela se apaixonou pelo Seiji dos SHIPS a primeira vista e quer se aproximar dele. Ela tem um enorme apetite por comida, e ela é desajeitada, confia demais nos outros, e não tem bom senso. Apesar de seus problemas e sua falta de talento, ela consegue perseverar, com resultado da ajuda que ela recebe dos seus amigos e com sua resiliência inabalável. Como um ídolo, ela ganha inúmeros amigos e apoiadores, mas seu vínculo mais forte é com Hiroto e Seiji, que agem como seus protetores. Ela tem uma característica única de transformar todos os projetos artísticos em formas de cogumelos. A cor do tema é azul, depois amarela, e depois rosa.
Ao longo da série, ela fica presa em um triângulo amoroso com Hiroto e Seiji. No começo, ela gostava do Seiji e pensava nele como seu príncipe. Ela tenta fazer o que pode para impressioná-lo e tenta fazê-lo se apaixonar por ela. Conforme o tempo passa e ela passa um tempo com Hiroto, ela começa a se apaixonar por Hiroto também. No mangá, ela finalmente confessa seu amor a ele durante seu primeiro encontro.
Apenas no anime, ela também é um membro do grupo de ídolos chamados Kira Pika que consiste nela e Hikaru Mizuki, que também são talentosas, mas têm medo do palco. Mais tarde, ela começa um outro grupo conhecido como Milky Way com outras duas meninas: Noel (azul) e Kobeni (amarela).
Na-san (なーさん, Naa-san)
Dublado por: Chigusa Ikeda e no CD drama por Kumiko Higa.
O gato de Kirari. Ele é um gato excepcional que pode costurar, cozinhar e fazer outras tarefas. Na-san recebeu reconhecimento por sua inteligência e habilidades de canto. Como um personagem mascote para a heroína, ele fornece uma grande quantidade de ajuda para Kirari e a protege do perigo. Também é mostrado que ele é um gato gênio que se destaca tanto em Inglês quanto Matemática.
Hiroto Kazama (風真 宙人, Kazama Hiroto)
Dublado por: Akio Suyama (episódios 1-102), Takuya Ide (episódios 103-153) e no CD drama por Masaki Mimoto.
Um membro do popular grupo ídolo de boy bands chamado SHIPS. Ele se tornou um ídolo quando ele se juntou com Seiji aos 12 anos. Ele é o mais velho dos cinco irmãos, a quem ele cuida, enquanto seus pais estão fora. Por alguma razão, ele fica frio coincidentemente quando a avó de Kirari fala com ele ou quando ela é mencionada.
Ao contrário de Seiji, que é amável e gentil, Hiroto é honesto e rigoroso e às vezes é amargo com Kirari. Apesar de como ele a trata, ele realmente se preocupa com ela e gosta de vê-la sorrir alegremente. Embora ele suporta os sentimentos de Kirari por Seiji ao longo da série, muitas vezes ele se preocupa com ela quando ela enfrenta situações difíceis, e ele é geralmente aquele que ajuda-a. Ele é muito inteligente e talentoso em tarefas domésticas, e ensina Kirari e ajuda ela no trabalho.
Hiroto tem um lado macio escondido, ele gradualmente mostra mais carinho por Kirari, e ele também fica com ciúmes de outros caras como Cloudy, que tenta chegar perto dela, e em raras ocasiões, Seiji. No final do mangá, ele percebe seus verdadeiros sentimentos pela Kirari e retribui seus sentimentos quando ela confessa a ele. No mangá, ele também beija Kirari depois que ele regressa de Nova Iorque.
Seiji Hiwatari (日渡 星司, Hiwatari Seiji)
Dublado por: Souichiro Hoshi (episódios 1-102), Shikou Kanai (episódios 103-153) e no CD drama por Wataru Hatano.
Um membro do popular grupo ídolo de boy bands chamado SHIPS, que também tem um interesse amoroso no começo pela Kirari. Seiji aos 12 anos, tornou-se um ídolo quando ele se juntou com Hiroto. Ele é de uma família muito rica, e seus pais não concordam com ele ser um ídolo e quer que ele se case com outra família rica. Durante todo o início da série, ele parece alheio aos sentimentos de Kirari, e ele a trata como uma irmã mais nova, mesmo quando ele fica com ciúmes de sua proximidade com Hiroto no episódio 12. Já que Seiji é tão denso quanto Kirari, ele sempre tem uma expressão calma e sem noção.
Ele tem um profundo amor por Kame-san e tem um olhar assassino quando algo é derramado sobre ele. Quando ele está vagando na cidade, ele se disfarça como um otaku.

## Mídia

### Mangá
O mangá, foi escrito e desenhado por An Nakahara, e começou a serialização na edição da Ciao Comics em março de 2004. O primeiro volume foi lançado dia 28 de agosto de 2004. Originalmente, Nakahara planejou o nome de Kirari para ser "Konomi Hazuki" e o sobrenome de Hiroto para ser "Tsukishima".

#### Data das publicações do mangá
| Nº. dos volumes | Japão                  |
| --------------- | ---------------------- |
| 1               | 28 de agosto de 2004   |
| 2               | 1 de fevereiro de 2005 |
| 3               | 27 de abril de 2005    |
| 4               | 27 de agosto de 2005   |
| 5               | 26 de dezembro de 2005 |
| 6               | 31 de março de 2006    |
| 7               | 29 de julho de 2006    |
| 8               | 29 de novembro de 2006 |
| 9               | 30 de março de 2007    |
| 10              | 31 de agosto de 2007   |
| 11              | 31 de janeiro de 2008  |
| 12              | 1 de julho de 2008     |
| 13              | 28 de novembro de 2008 |
| 14              | 24 de julho de 2009    |

### Anime
O anime, foi produzido em uma colaboração entre o estúdio de animação japonês SynergySP e o estúdio sul-coreano G&G Entertainment, que estreou na TV Tokyo. Além disso, as unidades especiais da banda criadas pela Up-Front Agency promoveu a série. O anime não utilizou qualquer parte do elenco do CD drama, e em vez disso, escolheu um novo elenco de voz. Koharu Kusumi, então com 13 anos, foi escolhida para expressar Kirari e também emprestou sua voz na maior parte das canções da abertura e encerramento. Além disso, ela retratou a personalidade de Kirari ao vivo, especialmente durante as sequências de ação ao vivo no programa matinal infantil Oha Star. Outra unidade chamada Kira Pika, que era formada por Kusumi e Mai Hagiwara da banda °C-ute, seguiu um formato semelhante, apesar de que a personagem Hagiwara era uma criação original do anime.
Após episódio 103, o anime ficou animado em 3D e foi visto em Alta Definição. O título foi Kirarin Revolution STAGE 3 (きらりん☆レボリューションSTAGE3 Kirarin Reboryūshon STAGE3?). Outra unidade de anime exclusiva, MilkyWay, foi formada, com Yuu Kikkawa e Sayaka Kitahara, que também iria interpretar as personagens na série. A maior mudança, no entanto, eram os dubladores originais de Seiji e Hiroto, Souichiro Hoshi e Akio Suyama, que foram substituídos por Shikou Kanai e Takuya Ide, e, então, formaram a versão da banda ao vivo dos SHIPS, algo que os antigos dubladores não fizeram.
O anime, sob o título Kilari!, foi licenciado em Portugal pela distribuidora espanhola LUK Internacional.

#### Episódios da versão portuguesa
1. Episódio 001 - Kilari! A Revolução de uma Artista!
2. Episódio 002 - Uma Audição Emocionante
3. Episódio 003 - Tudo pelo Anúncio
4. Episódio 004 - Oh Não! O Pai não Concorda
5. Episódio 005 - O Primeiro Grande Trabalho
6. Episódio 006 - Aprender a ser Artista
7. Episódio 007 - Desafio de Vozes
8. Episódio 008 - Que Medo! O Meu Primeiro Programa em Directo!!
9. Episódio 009 - Abracadabra! O Ilusionista Arashi! Que Belo Tormento
10. Episódio 010 - Que Bom! Vou Entrar numa Escola para Artistas!!
11. Episódio 011 - Uau! Vou ser Protagonista!!
12. Episódio 012 - Um Encontro de Filme
13. Episódio 013 - Um Beijo para o Filme
14. Episódio 014 - Será a Minha Canção! Os SHIPS ou a Competição?
15. Episódio 015 - Será Amor! Outro Êxito de Vendas!
16. Episódio 016 - Uma Audição Muito Difícil
17. Episódio 017 - Olha! Um Concurso de Natação para Artistas!!
18. Episódio 018 - Férias de Verão com a Sayaka e a Miku
19. Episódio 019 - Ui! Uma Reportagem de Morrer de Susto
20. Episódio 020 - Na! O Meu Irmão Veio Visitar-nos
21. Episódio 021 - Miau! Num Desafio de Artistas contra a Super Fubuki
22. Episódio 022 - Ai! Seiji ou Hiroto, com qual é que eu me Caso
23. Episódio 023 - Não te Piques! Um Vestido Surpresa e os Irmãos do Hiro!
24. Episódio 024 - Uma Canção de Amor ao Som das Ondas
25. Episódio 025 - Babum! Fogo de Artificio do Amor
26. Episódio 026 - Quem leva o Título – Na! Mya! Yan!
27. Episódio 027 - O Ataque do Profiterole! Risos a Falar pelos Cotovelos!!
28. Episódio 028 - Na Na Na! Revolução Na!!
29. Episódio 029 - O Pânico Espalha-se! Como é  que os Artistas Enfrentam os Exames!
30. Episódio 030 - Notícia Exclusiva no Festival da Escola
31. Episódio 031 - Miau! Nova Iorque o Labirinto do Amor
32. Episódio 032 - A Revolução da Tina e da Kilari
33. Episódio 033 - Olhar Sexy! Alma de Atriz num Mar Infinito
34. Episódio 034 - Hiro! A Avô nos Becos do Amor
35. Episódio 035 - Fogo! Kilari contra o Misterioso Ladrão X
36. Episódio 036 - Na, Mia ou o Crocodilo! Quem é a Melhor Mascote!!
37. Episódio 037 - Kasumi, A Cinderela da Primavera
38. Episódio 038 - Uma Confissão! A Festa dos Chips!!
39. Episódio 039 - Fantástico!! O Prémio da Melhor Artista da Atualidade!!
40. Episódio 040 - Adeus Na! Regressa Na!
41. Episódio 041 - Aoi! Kilari!! E o Concerto para Donas de Casa
42. Episódio 042 - Ranger Pontapé Rosa! Transformação!
43. Episódio 043 - O Espectáculo Aquático do Ayashi
44. Episódio 044 - Quociente Intelectual! Kilari contra um Pequeno Génio!!
45. Episódio 045 - Maravilhoso!! O Na vai ao Circo!
46. Episódio 046 - Tartaruga! Os Chips Estarão Zangados!
47. Episódio 047 - Toma! Irina, a Má Chegou!!
48. Episódio 048 - A Kilari e a Akane!? Do Carril ao Confronto!!
49. Episódio 049 - Consegui! Kilari e o Baile Galáctico!
50. Episódio 050 - Digressão Nacional! Um Amor Ardente sobre Campos de Neve!
51. Episódio 051 - Que Brilhe a Rainha de Diamantes

1. Episódio 053 - Bem-vindos ao Café Kilari
2. Episódio 054 - Myuu Apaixona-se por Naa!? O Duelo!!
3. Episódio 055 - Impossível! Cogumelos e Banda-Desenhada!?
4. Episódio 056 - O Beijo! Hiroto e Izumi estão Juntos!?
5. Episódio 057 - Yoka! Choro em Exclusivo num Combate a Três Mãos
6. Episódio 058 - A Toda a Velocidade! O Grande Plano para Proteger Hiroto!!
7. Episódio 059 - Aí Está!? O Milagre Veste-se de Yukata!
8. Episódio 060 - Odisseia no Espaço!
9. Episódio 061 - Pela Revolução!! A Jovem e o Relógio de Flores
10. Episódio 062 - Hikaru, uma Artista Impertinente!
11. Episódio 063 - Que Nervos! É a Primeira Atuação de Kilari e Hikaru!!
12. Episódio 064 - Smash! A Dupla Vitoriosa?
13. Episódio 065 - Kilari e Hikaru! Os Polos Opostos!!
14. Episódio 066 - Golo! Uma Carta que Chega ao Coração!!
15. Episódio 067 - Grande Audição! SuperNova as mais Recentes Rivais!!
16. Episódio 068 - Aqui Estão as Caçadores de Espíritos
17. Episódio 069 - Senhoras e Senhores!! Um Concurso de Duplas Cómicas!?
18. Episódio 070 - O Perfume Kilari! Queres ser Feliz!
19. Episódio 071 - É Verão! Todas as Estrelas em Fato de Banho
20. Episódio 072 - Experimentem! Os Conjuntos de Kilari e Hikaru
21. Episódio 073 - Que Medo! O Duplo Crescente Desaparece!?
22. Episódio 074 - Musicais, Explosões e Emagrecimento!!
23. Episódio 075 - Tacham! Hikaru Sozinha contra o Perigo!
24. Episódio 076 - KilaPika – Uma Armadinha Horrível para as Separar!?
25. Episódio 077 - Para Sempre – O Último Concerto da KilaPika
26. Episódio 078 - Os SHIPS contra os GEPS. Um Combate de Dança
27. Episódio 079 - O Final dos SHIPS!? É o Adeus aos Hiroto...
28. Episódio 080 - A Embaixadora dos Cogumelos Distribui Felicidade
29. Episódio 081 - SOS! O Ataque dos Robôs Na!!
30. Episódio 082 - O Seiji Estreia-se Sozinho!!
31. Episódio 083 - Gêmeos ao Ataque! Vamos Cozinhar!
32. Episódio 084 - Amor aos Quatro Ventos! A Erina Apaixona-se!
33. Episódio 085 - Kilari e Seiji! Um Namora Elétrico!?
34. Episódio 086 - Ambições Obscuras! Lançamento da Blackwood!!
35. Episódio 087 - Chega a Revolução, Akira Kuroki! A Agência Muranishi corre Perigo!!
36. Episódio 088 - Black Moon!? A Estreia de uma Misteriosa Estrela!!
37. Episódio 089 - Kilari – A Secretária e o Segredo do Akira Kuroki
38. Episódio 090 - Festival de Black Wood! Reunião de Estrelas!!
39. Episódio 091 - O Primeiro Encontro – O que Vestir?
40. Episódio 092 - Tchás-Tchás! A Kilari contra uma Grande Cabeleireira
41. Episódio 093 - A Formatura da Aoi
42. Episódio 094 - Voltas e mais Voltas! A Kilari sobre o Gelo!!
43. Episódio 095 - 24 Horas de Seguimento Intensivo – Os Segredos de uma Artista!!
44. Episódio 096 - A Princesa Kiari!! Aventuras na Realidade Virtual
45. Episódio 097 - Hollywood! Luna, a Grande Atriz Chega ao País!!
46. Episódio 098 - O Inimaginável? A Audição do Diretor Lucas Berg!!
47. Episódio 099 - Luna e Kilari – O Grande Encontro!!
48. Episódio 100 - Ta-Chan! Naomi e Sakurako com o Grande Encontro!!
49. Episódio 101 - Mamã...! Um Final Emotivo
50. Episódio 102 - O Concerto de Despedida de Kilari!?

1. Episódio 103 - Ei! Há Procura da Segunda Kilari!!
2. Episódio 104 - Noel! Operação Espionagem!
3. Episódio 105 - Vamos Lá Ver?? Kobeni – Uma Rapariga Misteriosa
4. Episódio 106 - Pandeiretas! Três Estrelas Radiantes
5. Episódio 107 - Milky Way – Desfile de Noivas
6. Episódio 108 - Mi e Ni – Uma História de Amor e Juventude
7. Episódio 109 - Ao Ataque! Estrela da Felicidade
8. Episódio 110 - Misaki! Uma Kilari em Miniatura!!
9. Episódio 111 - Que Problema – A Tristeza da Kobeni
10. Episódio 112 - Amizade entre Rapazes – Seiji e Hiroto
11. Episódio 113 - Uma, Duas ou Três Estrelas! Vamos Melhorar o Estilo da Noel!!
12. Episódio 114 - Boa! Chegou o Primeiro Concerto!!
13. Episódio 115 - Para Todos Vocês! Um Desejo às Estrelas
14. Episódio 116 - Que Sonho! Um Dia Livre para as Milky Way
15. Episódio 117 - Bom Apetite! Uma Doce Competição à Beira Mar!!
16. Episódio 118 - São Todas uma Deusas! As Raparigas em Fato de Banho
17. Episódio 119 - Que Corajosas? Um Longo Dia para Na
18. Episódio 120 - Tic Tac! Uma Mensagem Através do Tempo
19. Episódio 121 - Uma Medalha de Ouro! O Segredo da Familia Yukino
20. Episódio 122 - Protagonista! O Primeiro Filme das Milky Way!?
21. Episódio 123 - O Amor Nasceu no Verão... Só que Eles não Sabem
22. Episódio 124 - Que Fresquinho! A Visita dos Pinguins
23. Episódio 125 - Que Alguém me Salve! O Herói da Kilari
24. Episódio 126 - A Dúvida! Os Sentimentos da Kilari estão Divididos!?
25. Episódio 127 - Bip Bip – O Produtor Robô Misterioso
26. Episódio 128 - Milky Way – A Nova Melodia
27. Episódio 129 - Que Misterioso! Um Novo Artista!
28. Episódio 130 - O Cavaleiro Negro! Este é o Claudy!
29. Episódio 131 - Que Galã! O Concurso de Beleza!?
30. Episódio 132 - Oh Não... Noel e o seu Amor não Correspondido
31. Episódio 133 - A Armadilha... O Claudy e os seus Estratagemas
32. Episódio 134 - Impossível... Um Beijo Roubado
33. Episódio 135 - Mas Porquê?... Uma Amizade de Vidro
34. Episódio 136 - Troca! Kilari por Mi!?
35. Episódio 137 - Cuidado! Um Aniversário com Armadilha
36. Episódio 138 - O Grande Escândalo! Não Desistas Kilari
37. Episódio 139 - A Kilari Tsukishima volta a ser uma Rapariga como as Outras
38. Episódio 140 - Em Frente! Um Concerto para Começar do Zero
39. Episódio 141 - Boa Sorte, Irina! Um Adeus para Sempre!?
40. Episódio 142 - Super Estrelas – As Milky Way ao Natural
41. Episódio 143 - MuMu! Ni – Uma História com muito Amor
42. Episódio 144 - Super Poderes!! O Esquadrão Ki-No-Ko?
43. Episódio 145 - Que Azar – A Maldição das Máscara Mágica?
44. Episódio 146 - Sobreviventes!? A Lenda da Ilha Deserta
45. Episódio 147 - O Rico Chocolate! Um São Valentim Cheio de Emoção
46. Episódio 148 - Miravilhoso – A Grande Marcha do Gatos
47. Episódio 149 - 723 Minutos! Milky Way, a Grande Abordagem Televisiva!?
48. Episódio 150 - Bem-Vinda de Novo... Chega o Pássaro Azul da Felicidade
49. Episódio 151 - Subam o Pano! Quem Será a Rainha de Diamantes!?
50. Episódio 152 - O Combate do Século! Sorrisos Radiantes e um TanTanTan!
51. Episódio 153 - Kilari – A Revolução de uma Artista

#### Canções
Temas de aberturas (Openings)
1. Temporada 1, episódios 01 até ao 26 : Koi☆Kana, de Tsukishima Kirari starring Kusumi Koharu (Morning Musume)
2. Temporada 1, episódios 27 até ao 51 : Balalaïka, de Tsukishima Kirari starring Kusumi Koharu (Morning Musume)
3. Temporada 2, episódios 52 até ao 67 : Happy☆彡, de Tsukishima Kirari starring Kusumi Koharu (Morning Musume)
4. Temporada 2, episódios 68 até ao 77 : Hana wo Pūn, de Kira☆Pika
5. Temporada 2, episódios 78 até ao 102 : Chance!, de Tsukishima Kirari starring Kusumi Koharu (Morning Musume)
6. Temporada 3, episódios 103 até ao 128 : Anataboshi, de MilkyWay
7. Temporada 3, episódios 129 até ao 153 : Tan Tan Taan!, de MilkyWay

Temas de encerramentos (Endings)
1. Temporada 1, episódios 01 até ao 17 : SUGAO-flavor, de Tsukishima Kirari starring Kusumi Koharu (Morning Musume)
2. Temporada 1, episódios 18 até ao 26 : Ōkina Ai de Motenashite de °C-ute
3. Temporada 1, episódios 27 até ao 38 : Mizuiro Melody, de Tsukishima Kirari starring Kusumi Koharu (Morning Musume)
4. Temporada 1, episódios 39 até ao 51 : Love da yo☆Darling (de l'album Mitsuboshi), de Tsukishima Kirari starring Kusumi Koharu
5. Temporada 2, episódios 52 até ao 64 : Koi no Mahō wa Habibi no Bi, de Tsukishima Kirari starring Kusumi Koharu (Morning Musume)
6. Temporada 2, episódios 65 até ao 67 : Hana wo Pūn, de Kira☆Pika
7. Temporada 2, episódios 68 até ao 77 : Futari wa NS, de Kira☆Pika
8. Temporada 2, episódios 78 até ao 90 : Ramutara, de Tsukishima Kirari starring Kusumi Koharu (Morning Musume)
9. Temporada 2, episódios 91 até ao 102 : Olala (de l'album Kirarin Land), de Tsukishima Kirari starring Kusumi Koharu (Morning Musume)
10. Temporada 3, episódios 103 até ao 115 : Sansan GOGO, de MilkyWay
11. Temporada 3, episódios 116 até ao 128 : Papancake, de Tsukishima Kirari starring Kusumi Koharu (Morning Musume)
12. Temporada 3, episódios 129 até ao 141 : Gamusharara, de MilkyWay
13. Temporada 3, episódios 142 até ao 152 : Hapi☆Hapi Sunday!, de Tsukishima Kirari starring Kusumi Koharu (Morning Musume)
14. Temporada 3, último episódio : Medley-remix dos últimos singles de Tsukishima Kirari starring Kusumi Koharu (Morning Musume)

#### Elenco

##### Seiyūs
- Koharu Kusumi (de Morning Musume): Kilari Tsukishima
- Mai Hagiwara (de °C-ute): Hikaru Mizuki
- Sayaka Kitahara (de Hello! Pro Egg): Noellie Yukino
- Yuu Kikkawa (de Hello! Pro Egg): Cobeni Hanasaki
- Chigusa Ikeda: Na-san
- Soichiro Hoshi e Shikou Kanai[14]: Seiji Hiwatari
- Akio Suyama e Takuya Ide[14]:  Hiroto Kazama
- Susumu Chiba: M. Muranishi
- Chomenori Yamawaki: Takashi Tsukishima
- Masako Nozawa: Mamie-chan
- Noriko Shitaya: Fubuki Todo
- Masako Joh: Erina Ogura
- Tetsuharu Ohta: Tomo Kamata
- Michiko Neya: Kasumi Kumoi
- Takafumi Kawakami: Arashi Amamiya
- Kaya Miyake: Sayaka
- Aika Mitsui (de Morning Musume): Guro-San
- Shintaro Asanuma: Subaru Tsukishima
- Koichi Sakaguchi: Tam-Tam
- Kumiko Itou: Miku
- Miwa Kouzuki: Na-yan
- Chiwa Saito: Aori Kirisawa
- Hisayoshi Izaki: M. Shakujii
- Motoko Kumai: Yasuhiro Higuchi

### Jogos eletrônicos
- Na-san Tamagotchi
  - Console: Handheld Electronics
  - Região: Japão
  - Gênero: Quebra-cabeças, Cuidando do animal de estimação
- Kirarin Revolution: Kira Kira Idol Audition
  - Console: Nintendo DS
  - Data de Lançamento: 10 de agosto de 2006
  - Região: Japão
  - Desenvolvido por: Konami
  - Gênero: Quebra-cabeças, Música
- Kirarin Revolution:  Naa-san to Issho
  - Console: Nintendo DS
  - Data de Lançamento: 7 de dezembro de 2006
  - Região: Japão, Europa
  - Desenvolvido por: Konami
  - Gênero: Simulador
- Kirarin Revolution:  Mezase! Idol Queen
  - Console: Nintendo DS
  - Data de Lançamento: 12 de julho de 2007
  - Região: Japão, Europa
  - Desenvolvido por: Konami
  - Gênero: Estratégia
- Kirarin Revolution: Tsukutte Misechao! Kime*Kira Stage
  - Console: Nintendo DS
  - Data de Lançamento: 13 de dezembro de 2007
  - Região: Japão
  - Desenvolvido por: Konami
  - Gênero: Ação, Música
- Kirarin Revolution: Minna de Odorou Furi Furi Debut!
  - Console: Nintendo DS
  - Data de Lançamento: 24 de julho de 2008
  - Região: Japão
  - Desenvolvido por: Konami
  - Gênero: Ação, Música
- Kirarin Revolution: Atsumete Change! Kurikira * Code
  - Console: Nintendo DS
  - Data de Lançamento: 20 de dezembro de 2008
  - Região: Japão
  - Desenvolvido por: Konami
  - Gênero: Ação, Música